# Malchus (zespół muzyczny)
Malchus – polski zespół grający chrześcijańską muzykę metalową, często określaną jako melodyjny metal progresywny.

## Muzycy

### Aktualni członkowie
- Radosław „Radii” Sołek – gitara elektryczna, wokal
- Łukasz Pyra - gitara elektryczna
- Tomasz "Papirus" Pyzia – instrumenty perkusyjne
- Bartosz „Bako” Tulik[1] – gitara basowa

### Byli członkowie
- Piotr „Picia” Saczek - instrumenty perkusyjne (2005-2007)
- Michał „Miki/Vice” Kogut - gitara basowa (2005-2009)
- Cezary Kubicki - gitara elektryczna (2008-2009)
- Krzysztof Kawa - instrumenty perkusyjne (2009)
- Marcin Miziołek - gitara elektryczna (2010)
- Dominik Dudek - instrumenty klawiszowe (2007-2010)
- Marcin „Mały” Brożbar - instrumenty perkusyjne (2009-2013)
- Wojciech „Kumar” Jarosz - gitara basowa (2009-2013)
- Marcin „Martens” Miziołek - gitara elektryczna, wokal (2009-?)
- Artur „Czosnek” Czesnak[1] - wokal (?-?)
- Rafał Ligęzka - gitara elektryczna (2019-2023)

## Historia
Zespół rozpoczął swoją działalność z inicjatywy Radosława Sołka w maju 2004 roku w Przeworsku, w województwie podkarpackim. Początkowo kapelę tworzyli: Radosław „Radii” Sołek - gitara oraz wokal, Michał „Miki/Vice” Kogut - gitara basowa, Piotr „Picia” Saczek – perkusja. Przez dwa lata grupa działała jedynie w obrębie rodzinnego miasta.
W styczniu 2006 roku w Miejskim Ośrodku Kultury w Przeworsku nagrana została pierwsza płyta zatytułowana „Memento Mori”, na której partie drugiej gitary zarejestrował Paweł „Młody” Tumiel. Muzyka, która się znalazła na tej płycie oscylowała wokół punk-rocka. W połowie 2006 roku zespół opuścili Piotr Saczek i Paweł Tumiel. Mimo pewnych kłopotów, zespół w dalszym ciągu grał na koncertach i tworzył nową muzykę.
Na początku 2007 roku nagrane zostaje drugie demo „Dies Irae”. Był to przełomowy moment w historii zespołu. Grupa zmieniła stylistykę wykonywanej muzyki na Death/Unblack, a proste, mało skomplikowane kompozycje zastąpiły utwory muzycznie bardziej wyrafinowane. W czerwcu 2007 roku do zespołu dołączył klawiszowiec - Dominik Dudek. Wzbogacił on muzykę o klimatyczne, spokojne tło i ciekawe partie solowe.
W 2008 roku już w nowym składzie nagrane zostało trzecie demo „Ecce Homo”. Po nagraniu tej płyty do zespołu dołączyli: drugi gitarzysta Cezary Kubicki i perkusista Krzysztof Kawa. Jesienią 2008 roku Malchus po raz pierwszy nagrał płytę „Discite Omnis Malchus” w profesjonalnym studio nagraniowym Studio Chinook w Dębicy - była to składanka pięciu wybranych utworów z poprzednich dem. Niedługo po tym zespół opuścił Krzysztof Kawa, a jego miejsce zajął Marcin „Mały” Brożbar. W takim składzie (Radii, Miki, Dudek, Czarek, Mały) zespół zagrał wiele koncertów na lokalnych scenach.
W marcu 2009 roku nagrana została długogrająca płyta „Didymos”. Pomysłodawcą tego przedsięwzięcia był Miki. Niestety zaraz po nagraniach kapelę opuścili Miki Kogut i Czarek Kubicki. Ich miejsca zajęli Wojciech „Kumar” Jarosz oraz Marcin „Martens” Miziołek. 
W tym czasie Malchusa zauważył wydawca z antypodów. Płyta „Didymos” została wydana przez australijski SOUNDMASS i znalazła się w sklepach muzycznych wielu krajów europejskich, USA i Japonii. Okładkę do tej płyty zaprojektował czeski przyjaciel Radka Sołka - Radim Scholaster. Premiera płyty miała miejsce 21 maja 2010 roku. W tym samym czasie współpracę z zespołem nawiązał przemyski działacz kulturalny - Artur Momot. Pomógł w promocji zespołu oraz organizacji wielu koncertów. Między innymi dzięki Arturowi, Malchus mógł wziąć udział we wspólnej trasie koncertowej po Podkarpaciu z zespołem Frontside. Utwory Malchusa pojawiały się w undergroundowych rozgłośniach radiowych nie tylko w Polsce, ale również za granicą. Zespół miał także możliwość zaprezentować się w telewizji regionalnej w programie „Projekt Studio” oraz na antenie Radia Rzeszów w audycji Jerzego Szlachty „Rock Radio”.
W listopadzie 2010 roku zespół opuścił Dominik Dudek, którego miejsce zajął Tomasz Rosół. W tym składzie, po raz kolejny z gościnnym udziałem Jana Trębacza z Illuminandi został stworzony album „Caput Mundi” który światło dzienne ujrzał 25 maja 2011 roku pod szyldem wytwórni Studio Katolik. Utwory w nim zawarte, w przeciwieństwie do tych z poprzednika, nie są tak długie, a rola klawiszy została znacznie ograniczona. We wrześniu zespół rozpoczął trasę koncertową sięgającą również za granicę – do Czech. „Caput Mundi” osiągnął znaczny sukces, zwieńczeniem którego była nominacja w plebiscycie na Nagrodę Muzyczną Polskiego Radia Rzeszów – „Werbel 2011” oraz recenzja albumu w największym magazynie muzycznym w Polsce – Teraz Rock.
1 sierpnia 2012 roku „Caput Mundi” został wydany za granicą w wersji anglojęzycznej jako split z Pospolitym Ruszeniem przez angielską wytwórnię NOCTURNAL MASS, a już 20 sierpnia tegoż roku miała miejsce premiera tworzonego w międzyczasie krążka „Metanoia” (wytwórnia Dobry Towar Records), której promocja rozpoczęła się koncertem z Kabanosem w Rzeszowie. Potem formacja pojawiała się m.in. na SLOT Art Festival w Lubiążu i międzynarodowym Fryyfest Festival w Czechach, a trasa zakończyła się na Hard Core Festival w Bolesławcu, gdzie Malchus pojawił się jako headliner. Singiel „Moja odwaga” długo utrzymywał się na wysokich miejscach na Podkarpackiej Liście Przebojów w Radiu Rzeszów.
Pod koniec 2013 roku zespół opuścili Wojciech Jarosz oraz Marcin Brożbar, którego miejsce zajął Tomasz „Papirus” Pyzia (Rumor, Illuminandi, Pospolite Ruszenie). W czteroosobowym składzie zespół dokonał nowych nagrań w kwietniu 2014 roku, natomiast 15 grudnia 2014 ukazał się „Dom Zły”, wydany przez Nasz-Sklep.net. Utwór tytułowy oraz „Matka” przez długie tygodnie trwały na Podkarpackiej Liście Przebojów w Radiu Rzeszów. 15 lipca 2016 roku Roxx Records wypuściło anglojęzyczną wersję  - „The Evil House”, która została nominowana w plebiscycie Polskiego Radia Rzeszów „Werbel 2016” na najlepszą płytę roku na Podkarpaciu.
W marcu 2017 roku zespół ponownie wszedł do studia, by rozpocząć nagrania do albumu „UR”, promowanego wypuszczonym 12 września singlem „Niepoprawny”. Premiera krążka ma mieć miejsce 2 października. W międzyczasie, 5 sierpnia, grupa wystąpiła na Przystanku Woodstock na Przystanku Jezus, przedpremierowo prezentując nowe kompozycje.

## Dyskografia
- Memento Mori (2006)
- Dies Irae (2007)
- Ecce Homo (2008)
- Discite Omnis Malchus (2009)
- Didymos (2010)
- Caput Mundi (2011)
- Dom zły (2014)
- UR (2017)
- Dziedzictwo (2019)
- Apokalipsa (2021)
- Heritage (2022)
- Aż żal umierać (2024)